# Ilja Matouš
Ilja Matouš (17. dubna 1931, Horní Branná – 24. dubna 2018) byl československý lyžař. Po skončení aktivní kariéry působil jako trenér. Trénoval mj. Květu Jeriovou, Blanku Paulů nebo Stanislava Henycha.

## Lyžařská kariéra
Na VII. ZOH ve Cortina d'Ampezzo 1956 skončil v běhu na lyžích na 15 km skončil na 13. místě, na 30 km na 10. místě a ve štafetě na 4x10 km na 8. místě. Na mistrovství Československa získal šestkrát titul ve štafetě.